# Tablatura

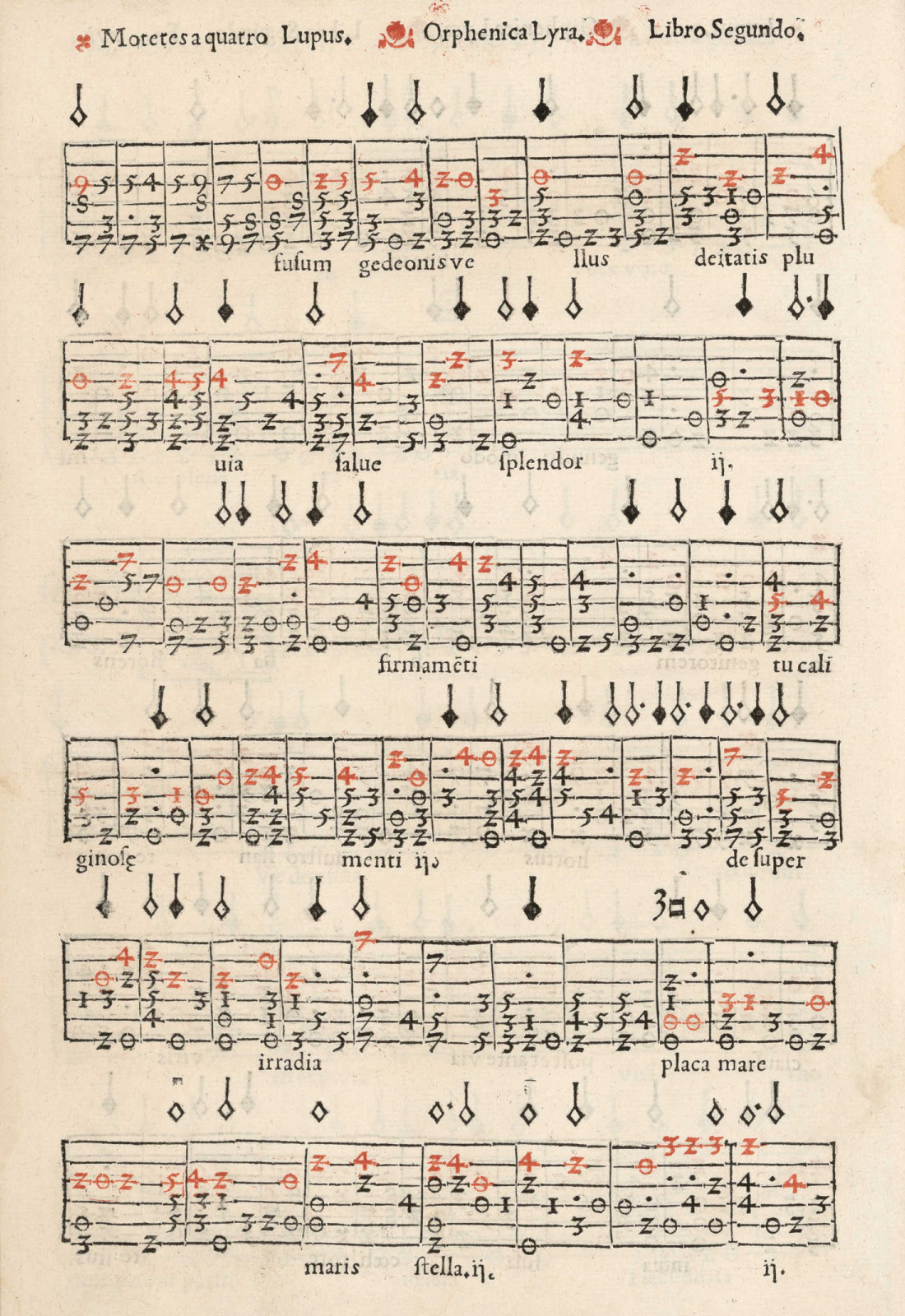
Exemplo de tablatura numérica para vihuela do livro "Orphenica Lyra" de Miguel de Fuenllana (1554). Números em vermelho (no original) indicam a parte vocal.

Tablatura (ou tabulatura) é uma forma de notação musical, que diz ao intérprete onde colocar os dedos em um determinado instrumento, em vez de informar quais notas tocar. As tablaturas, são representadas por letras ou números.
A tablatura é, na maior parte da vezes (mas não exclusivamente), encontrada para instrumentos de cordas trasteados, em cujo contexto é geralmente chamada, no universo anglo-saxão, pela forma reduzida tab (exceto para alaúde). É frequentemente usada para violão, guitarra elétrica, baixo elétrico, alaúde, arqui-alaúde, teorba, angélique, mandora e vihuela, mas em princípio pode ser usada para qualquer instrumento de cordas trasteados, inclusive o ukulele, o bandolim, o banjo e a viola da gamba - assim como muitos aerofones de palheta livre como a harmônica. Enquanto atualmente a tablatura é mais usada para notar música rock e pop, é frequentemente vista na música tradicional e era muito comum na Europa durante os períodos da renascença e do barroco. (No contexto da tablatura moderna para guitarra ou violão, a notação musical padrão é geralmente chamada de 'notação na pauta' — apesar das tablaturas também serem escritas em uma 'pauta').
Três tipos de tablatura para órgão também foram usadas na Europa: a alemã, a espanhola e a italiana. Existem também vários tipos de tablatura para ocarina. Tablatura para harpa também foi usada na Espanha e no País de Gales. Um uso alternativo (alguns diriam incorreto) da expressão inglesa tab é comum na Internet, e se refere às chamadas cifras (para a harmonia), ou às notas (para a melodia).

## Etimologia
A palavra tablatura remete ao latim: tabulatura. Tabula é uma tábua, prancha ou lousa em latim. Tabular alguma coisa significa colocá-la em uma tábua, prancha ou lousa.

## Ortografia
Há duas ortografias frequentes, com (tabulatura) e sem "u" (tablatura). Enquanto tabulatura é mais próxima da palavra original em latim, e assim mais correta etimologicamente, a versão adaptada tablatura parece estar mais espalhada, ao menos no inglês moderno. Tabulatura é considerada a ortografia "clássica" e é usada com mais frequência em círculos acadêmicos, particularmente em relação ao alaúde, enquanto tablatura é mais encontrada no contexto da música popular.
E como são palavras relativamente longas (para os padrões da língua inglesa), são com frequência substituídas pela contração tab no inglês coloquial. Para ser menos ambíguo, é precedida pelo nome do instrumento (i.e. guitar tab, bass tab, organ tab) quando necessário.

## Origem
O primeiro registro que se tem de sua existência na Europa é por volta de 1300. Na Ásia existem tablaturas muito mais antigas.
Tablaturas para alaúde eram de três principais variedades: francesa, italiana (também bastante usada na Espanha, Baviera e sul da França) e a alemã. Uma variedade especial de tablatura italiana, chamada "napolitana" esteve em uso no sul da Itália, e uma variedade polonesa da tablatura francesa aperece em um único manuscrito. A tablatura francesa gradualmente passou a ser a mais usada. Tablaturas para outros instrumentos também eram usadas desde a Renascença. Tablaturas para teclado floresceram na Alemanha entre 1450 e 1750 e na Espanha entre 1550 e 1680. Muito da música para alaúde e outros instrumentos históricos de cordas pinçadas durante a renascença e o barroco eram originalmente escritas em tablatura, e muitos intérpretes modernos desses instrumento ainda preferem esse tipo de notação, muitas vezes usando facsímiles das impressões originais ou manuscritos, cópias manuscritas, edições modernas em tablatura ou versões feitas com o auxílio de programas de computador.

## Conceitos
Enquanto notação musical padrão representa o ritmo e a duração de cada nota e a sua altura relativa à escala baseada em uma divisão em doze partes (tons) da oitava, a tablatura é mais 'operacional', indicando quando e onde colocar os dedos para gerar uma nota, de forma que a altura é denotada implicitamente. Os símbolos rítmicos da tablatura dizem quando iniciar uma nota, mas quase nunca há uma indicação precisa de quanto tempo ela deve durar, então, a duração fica muito mais a critério do intérprete do que na notação convencional.  Por isso é comum dizer que a tablatura é uma notação prescritiva e a notação convencional (em pauta), descritiva.
A tablatura para cordas pinçadas é baseada sobre uma representação em diagrama das cordas e trastes do instrumento. A de teclado mostra as teclas do instrumento e a de flautas mostram que furos devem ser mantidos abertos ou fechados.

## Exemplo
Neste sistema de notação, conhecido como tablatura (ou simplesmente «TAB»), as linhas horizontais representam as cordas do instrumento. A linha superior corresponde à corda mais aguda, que é geralmente a primeira corda e a mais fina, e a linha inferior, que representa a mais grave, geralmente a sexta corda, a mais grossa, no caso da guitarra. 
Sobre estas linhas são colocados números que indicam em que casa do braço do instrumento deve a corda ser pressionada. Por exemplo, um número três «3» numa determinada linha indica que essa corda deve ser pressionada na terceira casa.
Quando surge um zero «0», isso significa que a corda deve ser tocada solta, isto é, sem ser pressionada em nenhuma casa, produzindo o som natural da corda sem ser alterado.
As notas que devem ser tocadas simultaneamente — como acontece na execução de acordes — são escritas na mesma posição vertical da tablatura. Assim, se vários números estiverem alinhados verticalmente em diferentes cordas, isso indica que essas cordas devem ser tocadas ao mesmo tempo. Esta convenção segue a mesma lógica da notação musical tradicional em pauta, onde notas sobrepostas indicam simultaneidade.
Tal como na escrita comum, a leitura da tablatura faz-se da esquerda para a direita, seguindo a ordem temporal dos eventos musicais. Desta forma, a TAB permite representar tanto passagens melódicas como harmónicas, oferecendo uma alternativa intuitiva à notação convencional, especialmente útil para quem ainda não domina a leitura em pauta.
Exemplo: (introdução de "Stairway to Heaven", do Led Zeppelin)
```
e|-------5-7-----7-8-----8-2-----2-0---------0--------------|
B|-----5-----5-------5-------3-------1---1-----1-----0-1-1--|
G|---5---------5-------5-------2-------2---------2---0-2-2--|
D|-7-------6-------5-------4-------3-----------------2-2-2--|
A|---------------------------------------------------2-0-0--|
E|----------------------------------------------------------|
```

As técnicas utilizadas nos instrumentos de corda, como por exemplo os ligados (ligados ascendentes e descendentes), são habitualmente representadas através de símbolos específicos nas partituras ou tablaturas. Estes símbolos permitem ao intérprete compreender a intenção técnica do compositor ou arranjador, facilitando uma execução mais fiel e expressiva da música.
Embora exista um certo consenso relativamente à representação das técnicas mais comuns, como os hammer-ons, pull-offs, slides ou bends, a verdade é que muitas outras técnicas não dispõem de uma notação universalmente aceite. Assim, é frequente encontrarem-se variações significativas na forma como determinadas técnicas são indicadas, dependendo do autor da tablatura, da escola musical a que pertence, ou até do contexto estilístico da peça.
Além da simples indicação das posições nos trastes e cordas, as tablaturas mais detalhadas podem também incluir sinais adicionais que indicam aspectos rítmicos, como a duração das notas, pausas ou síncopas. Algumas chegam mesmo a especificar articulações como staccato, legato, acentos dinâmicos ou técnicas específicas de expressão, tornando-se um recurso valioso para a interpretação musical, especialmente para músicos autodidactas ou que não leem notação tradicional.

Dessa forma, apesar de a tablatura ser, à partida, um sistema mais simplificado do que a pauta convencional, o seu potencial expressivo pode ser bastante alargado mediante a utilização de notações suplementares, desde que correctamente compreendidas e aplicadas pelo intérprete.